# Văn phòng Hợp tác Quân sự Quốc tế Quân ủy Trung ương Trung Quốc
Văn phòng Hợp tác Quân sự Quốc tế Quân ủy Trung ương Trung Quốc (giản thể: 中央军委国际军事合作办公室; phồn thể: 中央軍委會國際軍事合作辦公室; Hán-Việt: Trung ương Quân ủy Quốc tế Quân sự Hợp tác Biện công thất; bính âm: Quánguó Rénmín Dàibiǎo Dàhuì Chángwù Wěiyuánhuì Bàngōngtīng) là cơ quan chức năng trực thuộc Quân ủy Trung ương nước Cộng hòa Nhân dân Trung Hoa cấp quân đoàn, có nhiệm vụ điều phối mối quan hệ của Quân Giải phóng Nhân dân với quân đội nước ngoài. Văn phòng này vốn thoát thai từ Văn phòng Đối ngoại Quân Giải phóng Nhân dân được thành lập vào năm 1951. Văn phòng này lập ra vào ngày 11 tháng 1 năm 2016 trong quá trình cải cách quân sự của Chủ tịch Tập Cận Bình. Chủ nhiệm Văn phòng hiện tại là Thiếu tướng Từ Quốc Nguy.

## Lịch sử
Văn phòng Liên lạc Đối ngoại Ủy ban Quân sự Cách mạng Nhân dân chính thức thành lập vào năm 1951. Sau khi Bộ Quốc phòng được thành lập vào năm 1954, Quân Giải phóng Nhân dân đã sử dụng Văn phòng Liên lạc Đối ngoại làm cơ sở để thành lập Văn phòng Ngoại vụ, dưới sự quản lý kép của Cục Tình báo Bộ Tham mưu Liên hợp và Văn phòng Bộ Quốc phòng; vào năm 1959, nó được đặt hoàn toàn dưới Văn phòng trực thuộc Bộ. Tháng 1 năm 1964, Văn phòng Ngoại vụ được mở rộng thành Cục Ngoại giao Văn phòng Bộ Quốc phòng. Cơ quan này cho lập Văn phòng của riêng mình, cũng như ba phòng; một phòng tùy viên quân sự, một phòng viện trợ quân sự và một phòng nghiên cứu.
Năm 1965, cục này trở thành đơn vị trực thuộc Bộ Tổng tham mưu và trải qua những thay đổi về biên chế không rõ ràng. Đến tháng 12 năm 1998, tên của cục được đổi thành Văn phòng Ngoại giao; nó cũng được thăng chức thành một tổ chức cấp quân đoàn. Quân Giải phóng Nhân dân đã trải qua quá trình tái biên chế đáng kể vào ngày 11 tháng 1 năm 2016; và Văn phòng này được đổi tên thành Văn phòng Hợp tác Quân sự Quốc tế và trở thành cơ quan xếp hạng thứ 13 của Quân ủy Trung ương. Người ta cũng tin rằng đây chính là "một cơ quan hai tên gọi" với Văn phòng Hợp tác Quân sự Quốc tế thuộc Bộ Quốc phòng.

## Tổ chức
Sau cải cách năm 2015, Văn phòng Hợp tác Quân sự Quốc tế được tổ chức như sau:

### Phòng ban chức năng
- Cục Tổng hợp (综合局)
- Cục Châu Phi (亚洲局)[3]
- Cục Á-Âu (欧亚局)[4][5]
- Cục Châu Mỹ và Châu Đại Dương (美洲大洋洲局)[6]
- Cục Hạn chế Vũ khí (履约事务局)[7]

### Đơn vị trực thuộc
- Trung tâm Hợp tác An ninh (安全合作中心)
- Văn phòng Kiểm soát và Hạn chế Vũ khí (军控和履约事务办公室)[1]
  - Cục Hạn chế Vũ khí (履约事务局)

### Đơn vị bên ngoài
- Tùy viên quân sự cơ quan đại diện ngoại giao Trung Quốc tại nước ngoài (各驻外外交代表机构武官处)
- Đoàn Tham mưu Quân sự Phái đoàn Thường trực Trung Quốc tại Liên Hợp Quốc (中国常驻联合国代表团军事参谋团)

## Danh sách lãnh đạo

### Chủ nhiệm
| Tên gọi       | Chữ Hán | Nhậm chức         | Từ chức           | Ghi chú |
| ------------- | ------- | ----------------- | ----------------- | ------- |
| Quan Hữu Phi  | 关友飞  | Tháng 1 năm 2016  | 2017              | [ 1 ]   |
| Hồ Xương Minh | 胡昌明  | 2017              | Tháng 12 năm 2018 | [ 1 ]   |
| Từ Quốc Nguy  | 慈国巍  | Tháng 12 năm 2018 | Đương nhiệm       | [ 1 ]   |